# 산양초등학교 (경북)
산양초등학교는 대한민국 경상북도 문경시 산양면 존도리에 있는 공립 초등학교이다.

## 학교 연혁
- 1930년 10월 18일 산양공립보통학교(4년제) 개교설립인가 8월 25일
- 1938년 4월 1일 산양공립심상소학교(6년제)로 개칭
- 1941년 4월 1일 산양공립국민학교로 개칭
- 1950년 12월 31일 산양국민학교로 교명 개칭
- 1993년 3월 10일 농촌형 급식학교 운영
- 1996년 3월 1일 산양초등학교로 교명 개칭
- 1997년 3월 1일 의산분교장 편입
- 1999년 9월 1일 의산분교장 통합
- 1999년 9월 1일 금동분교장 편입
- 2009년 3월 1일 금동분교장 폐교
- 2018년 3월 1일 제34대 김문태 교장 부임
- 2020년 2월 7일 제87회 10명 졸업(총 6,733명)
- 2020년 3월 1일 초등 6학급, 유치원 1학급 편성

## 학교 상징
- 교화 - 목련 : 목련은 4월을 대표하는 나무꽃이다. 흰색으로 탐스럽게 피는 꽃이 크고 향기도 좋아서 예로부터 사람들에 널리 사랑받아왔다. 그래서 이름도 아주 많다.
- 교목 - 향나무 : 이 향나무는 줄기부터 곧게 자라 사철 푸르고 항상 굳세고 힘차게 뭉쳐서 평화롭게 자라므로 우리 학교 상징으로 삼았다. 우리도 이 향나무처럼 뭉쳐서 힘차고 씩씩하게 자라는 산양 어린이가 되자.

## 참고 문헌
- 산양초등학교 - 한국교육학술정보원 학교알리미